# Cropia indigna
Cropia indigna är en fjärilsart som beskrevs av Walker 1857. Cropia indigna ingår i släktet Cropia och familjen nattflyn. Inga underarter finns listade i Catalogue of Life.